# Pheidole agilis
Pheidole agilis är en myrart som först beskrevs av Smith 1857.  Pheidole agilis ingår i släktet Pheidole och familjen myror. Inga underarter finns listade i Catalogue of Life.